# Plegaderus nitidus
Plegaderus nitidus är en skalbaggsart som beskrevs av Horn 1870. Plegaderus nitidus ingår i släktet Plegaderus och familjen stumpbaggar. Inga underarter finns listade i Catalogue of Life.